# Josef Novotný (poslanec KSČ)
Josef Novotný (8. března 1883 Skutíčko – 2. prosince 1952 Polička) byl československý politik a meziválečný poslanec Národního shromáždění za Komunistickou stranu Československa.

## Biografie
Narodil se v rodině chalupníka. Byl synem Josefa a Františky roz. Pondělníčkové, příslušný obce Skutíčko, čp. 45. Podle údajů k roku 1930 byl profesí malorolníkem v Skutíčku u Skutče. Do dělnického hnutí se zapojil nejprve ve Vídni. Byl funkcionářem sociální demokracie, pak KSČ.
V parlamentních volbách v roce 1929 získal za Komunistickou stranu Československa poslanecké křeslo v Národním shromáždění.
Zapojil se do dění okolo stávky kameníků ve Skutči a Hlinsku roku 1932. Přispíval články a satirickými básněmi do komunistického listu Rudý východ v Pardubicích a též do listu Pochodeň. Za okupace byl krátce vězněn. Po osvobození neobnovil své členství v KSČ kvůli neshodám s některými funkcionáři.
Zúčastnil se jako člen československé delegace mírového kongresu v Bruselu.